# جانجم سواناپنگ
جانجم سواناپنگ (تایلندی: จันทร์แจ่ม สุวรรณเพ็ง؛ زادهٔ ۲۵ سپتامبر ۲۰۰۰) بوکسور زن اهل تایلند است.